# (537) Pauly
(537) Pauly es un asteroide perteneciente al cinturón de asteroides descubierto el 7 de julio de 1904 por Auguste Honoré Charlois desde el observatorio de Niza, Francia.
Está nombrado en honor de Max Pauly (1849-1917), empresario alemán.